# 小行星9960
小行星9960（英語：9960 Sekine）是一颗围绕太阳公转的小行星。1991年11月4日，大友哲在藤枝市发现了此天体。
这颗小行星的绝对星等为205.6307152157663等。